# NGC 6903
NGC 6903 (другие обозначения — PGC 64607, ESO 596-29, MCG -3-52-3) — галактика в созвездии Козерог.
Этот объект входит в число перечисленных в оригинальной редакции «Нового общего каталога».